# Edzard Ferdinand
Edzard Ferdinand (* 12. Juli 1636 in Aurich; † 1. Januar 1668 in Norden) aus dem Hause Cirksena gilt als „Graf von Norden“.

## Leben
Edzard Ferdinand war der jüngste Sohn von Graf Ulrich II. von Ostfriesland und Juliane, Landgräfin von Hessen, und gehörte zum Geschlecht der Cirksena in Ostfriesland. Er wuchs zusammen mit seinem Bruder Georg Christian am Hofe in Aurich auf. Gemeinsam besuchten sie nach dem Tode des Vaters unter der Vormundschaftlichen Regierung der Mutter ab 1649 die Akademien von Breda und Tübingen. Im Rahmen seiner Ausbildung unternahm er umfangreiche Reisen nach Frankreich, in die Schweiz, nach Italien und England. 1658 kehrte er an den Hof seines ältesten Bruders Graf Enno Ludwig nach Aurich zurück. 
Nach dessen überraschendem Tod im März 1660 verlangte Edzard Ferdinand vom zweitältesten Bruder Georg Christian eine Teilung der Herrschaft, konnte sich jedoch nicht durchsetzen. Auch seine Forderung nach einer Auszahlung seines Erbteils stand im Raume. Am 18. Januar 1661 kam es zu einer Einigung zwischen den Brüdern. Edzard Ferdinand verzichtete gegen eine jährliche Apanage auf eine Mitregierung und zog sich mit einem kleinen Hofstaat nach Norden zurück, wo er als Graf von Norden residierte.

### Familie
Am 22. Juli 1665 heiratete er Anna Dorothea von Criechingen und Püttingen, mit der er zwei Söhne hatte.
- Edzard Eberhard Wilhelm (* 28. Juni 1666, † 25. Juni 1707) ⚭ 1701 (morg.) Sophia Maria Föltin
- Friedrich Ulrich (* 31. Dezember 1667, † 13. März 1710), Holländischer Generalleutnant ⚭ 1709 Marie Charlotte von Ostfriesland (* 10. April 1689; † 9. Dezember 1761)

Der plötzliche Tod von Georg Christian Anfang Juni 1665 ließ die Frage der Regierungsmacht wieder aufleben. Da die Witwe Christine Charlotte von Württemberg gerade schwanger war, übernahm Edzard Ferdinand die Interimsregierung bis zur Geburt des neuen, künftigen Fürsten Christian Eberhard.
Zusammen mit der Fürstenwitwe und in Verantwortung für die Aufgabe beteiligte sich Edzard Ferdinand an einer Vormundschaftsregierung für den künftigen Fürsten, starb aber selbst schon zweieinhalb Jahre später, einen Tag nach der Geburt seines jüngeren Sohnes.